# Litzelstetten
Litzelstetten ist ein Ortsteil von Konstanz in Baden-Württemberg. Der Ort liegt am Bodensee, hat ca. 3800 Einwohner und liegt auf einer Höhe von 395–508 m ü. NHN. Die Insel Mainau gehört zu Litzelstetten.

## Geographie

### Geographische Lage

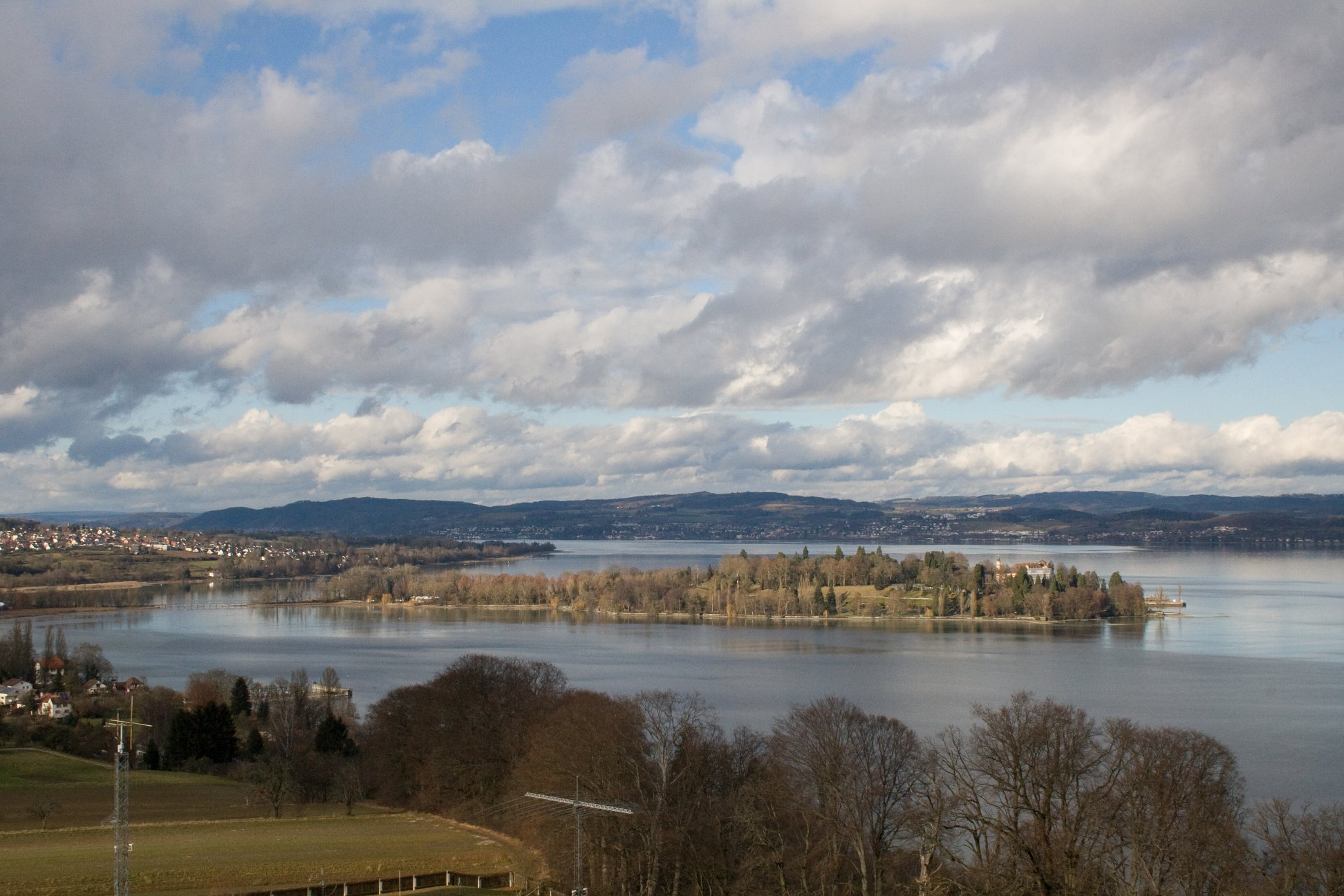
Blick auf Mainau, mit Litzelstetten links im Hintergrund

Litzelstetten bildet einen der 15 Stadtteile von Konstanz. Der Stadtteil entspricht der am 1. Dezember 1971 eingegliederten früheren Gemeinde Litzelstetten sowie der Gemarkung gleichen Namens. Das Gebiet hat eine Fläche von 5,109 km². Litzelstetten ist zugleich Ortschaft im Sinne der baden-württembergischen Gemeindeordnung mit einem Ortschaftsrat und einer Ortsverwaltung.
Früher wurde in diesem Bereich das Gehöft Neuhof im Norden als separater Ortsteil nachgewiesen (heute noch als Straße gleichen Namens) und Litzelstetten als Dorf.
Ein paar hundert Meter südlich des Hauptteils von Litzelstetten liegt das ehemalige Kloster St. Katharina, das historisch zum Mainauer Hoheitsgebiet gehörte. Es liegt in einer knapp sechs Hektar großen Exklave des Stadtteils Litzelstetten, eingezwängt zwischen den Stadtteilen Egg im Osten und Wollmatingen im Westen, eine Lichtung im Mainauwald. Das Gebiet kam erst 1925 von Allmannsdorf nach Litzelstetten.
Die Gemeindeteile auf dem Gebiet des Stadtteils Litzelstetten im Überblick:
1. Litzelstetten (Dorf)
2. Neuhof (Gehöft, früher als eigener Ortsteil aufgeführt)
3. St. Katharina (früheres Frauenkloster)
4. Mainau (Insel und Gemeindeteil mit Schloss)

## Geschichte

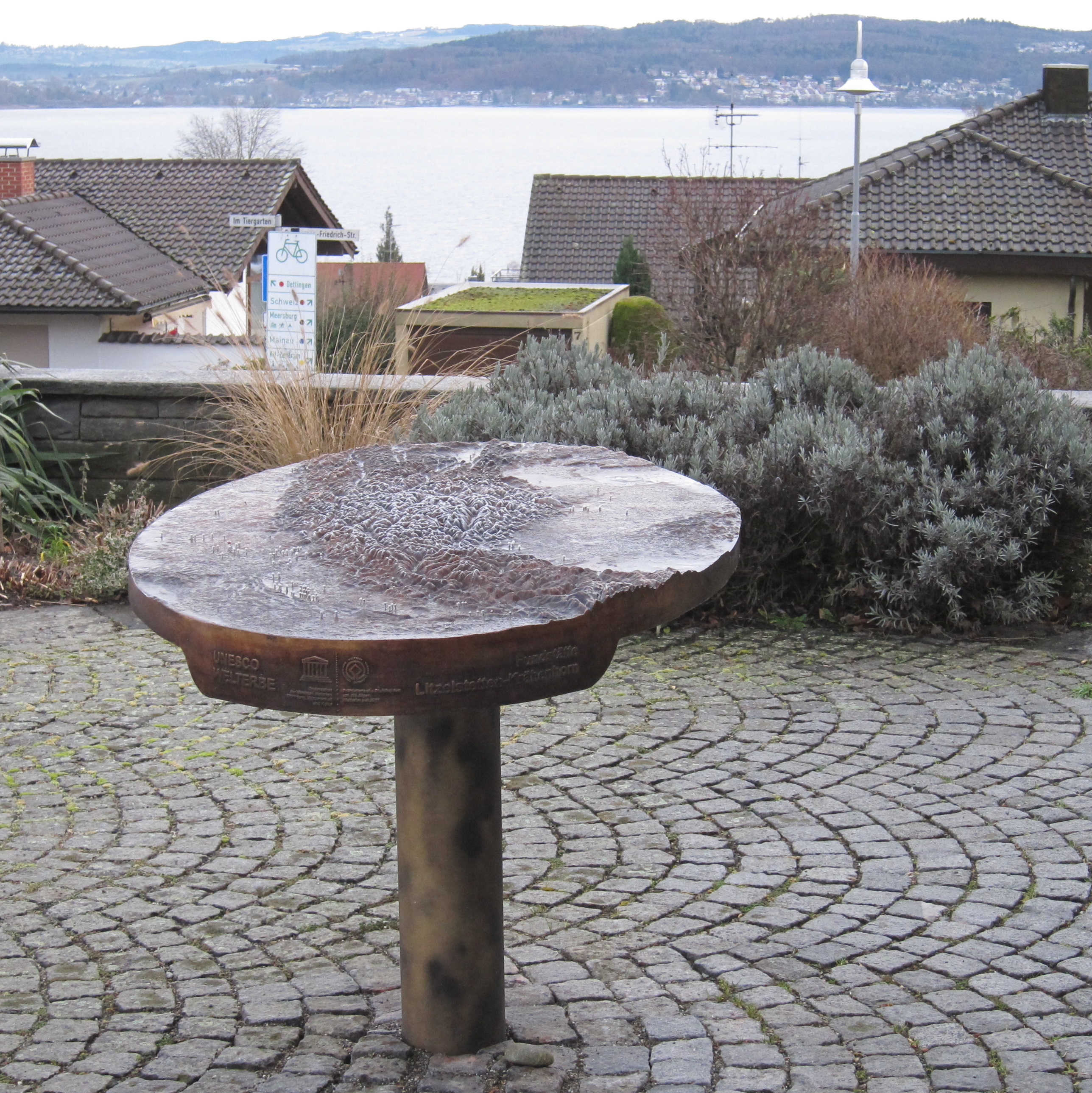
Vor dem Rathaus ein Bronzerelief der Alpen mit den 111 Fundstellen „prähistorischer Pfahlbauten um die Alpen“, Teil des UNESCO-Welterbes

Schon in der Jungsteinzeit vor mehr als 5500 Jahren siedelten Menschen bei Litzelstetten in Pfahlbauten im Flachwasser des Bodensees. Die Fundstelle wurde 1899 entdeckt und gehört zu den 111 Prähistorischen Pfahlbauten um die Alpen, die 2011 in die Liste der UNESCO-Welterbestätten aufgenommen wurden. Vor dem Rathaus in Litzelstetten befindet sich seit 2022 ein Bronzelrelief des Alpenraumes, in welchem die Lagen der 111 Fundstätten markiert sind. Das Relief wurde von dem Förderverein Pfahlbau-Welterbestätte Litzelstetten-Krähenhorn initiiert und 2022 der Gemeinde geschenkt.
Alamannen gründeten im 5./6. Jahrhundert auf dem Ortsgebiet eine Siedlung, die wohl zu dem fränkischen Königshof in Bodman gehörte.
Der Name „Litzelstetten“ wurde erstmals 839 als „Luzzilonsteti“ in einer Schenkungsurkunde an das Kloster Reichenau erwähnt. 1272 wurde die Herrschaft in Litzelstetten durch die Kommende Mainau des Deutschen Ordens übernommen, die sie bis zur Säkularisation 1802 behielt.
Als Großherzog Friedrich I. von Baden 1853 die Insel Mainau übernahm, wurde Litzelstetten zu einem seiner Lieblingsorte, was sich auf die Entwicklung des Dorfes positiv auswirkte.
Bis 1918 war die Insel Mainau, das Gebiet des heutigen Stadtteils Egg und das frühere Kloster St. Katharina ein Teil der Gemeinde Allmannsdorf. Im Jahre 1915 wurde Allmannsdorf in die Stadt Konstanz eingemeindet. Nach 1918 entschieden die Grundeigentümer der Mainau, dass die Insel und das in ihrem Eigentum befindliche ehemalige Kloster St. Katharina zur Gemeinde Litzelstetten gehören sollte. Erst mit der Eingemeindung von Litzelstetten in die Stadt Konstanz am 1. Dezember 1971 wurden die Mainau und St. Katharina wieder Teil der Stadt Konstanz, verblieben jedoch beim Stadtteil Litzelstetten.

## Religionen

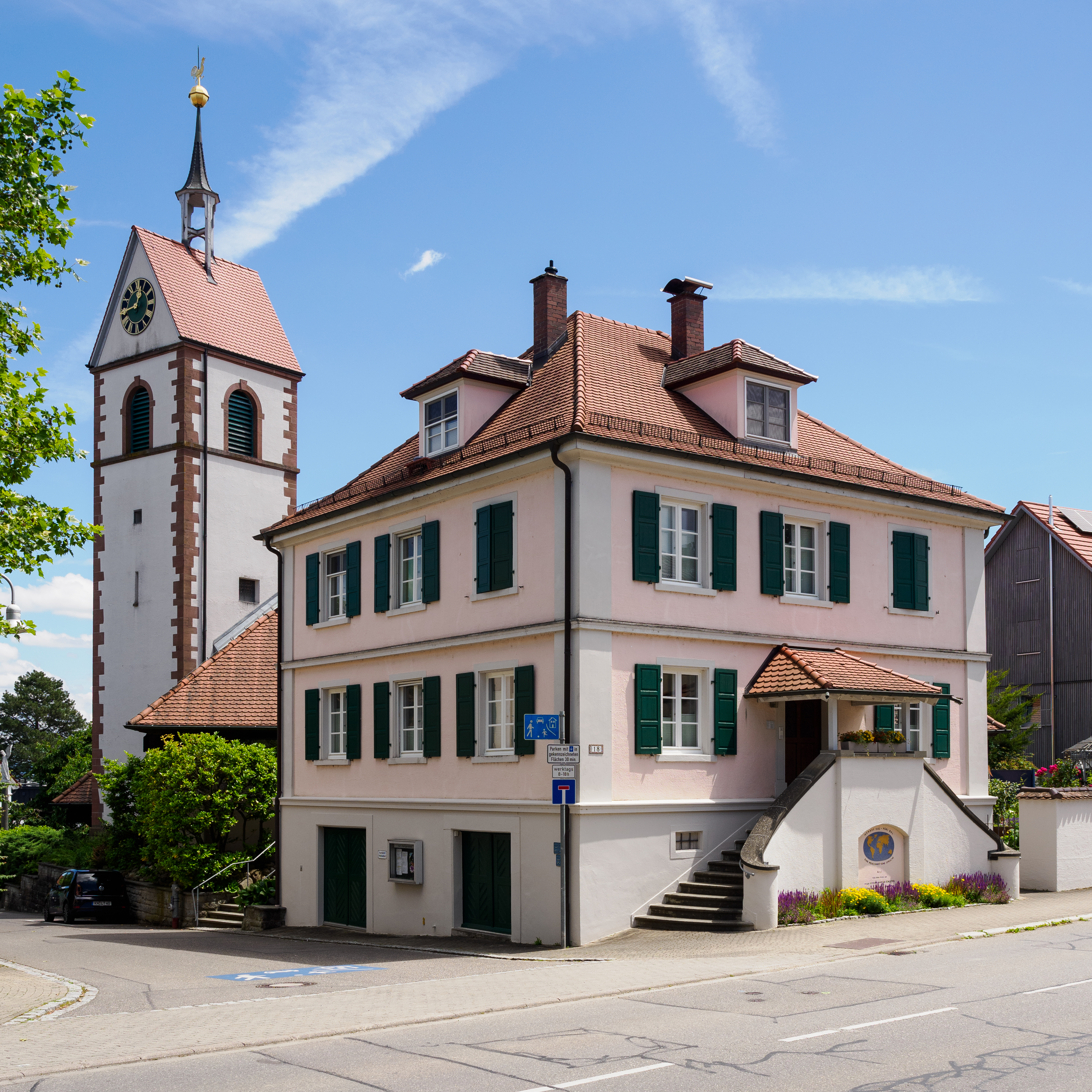
Kath. Pfarrkirche & -haus St. Peter & Paul

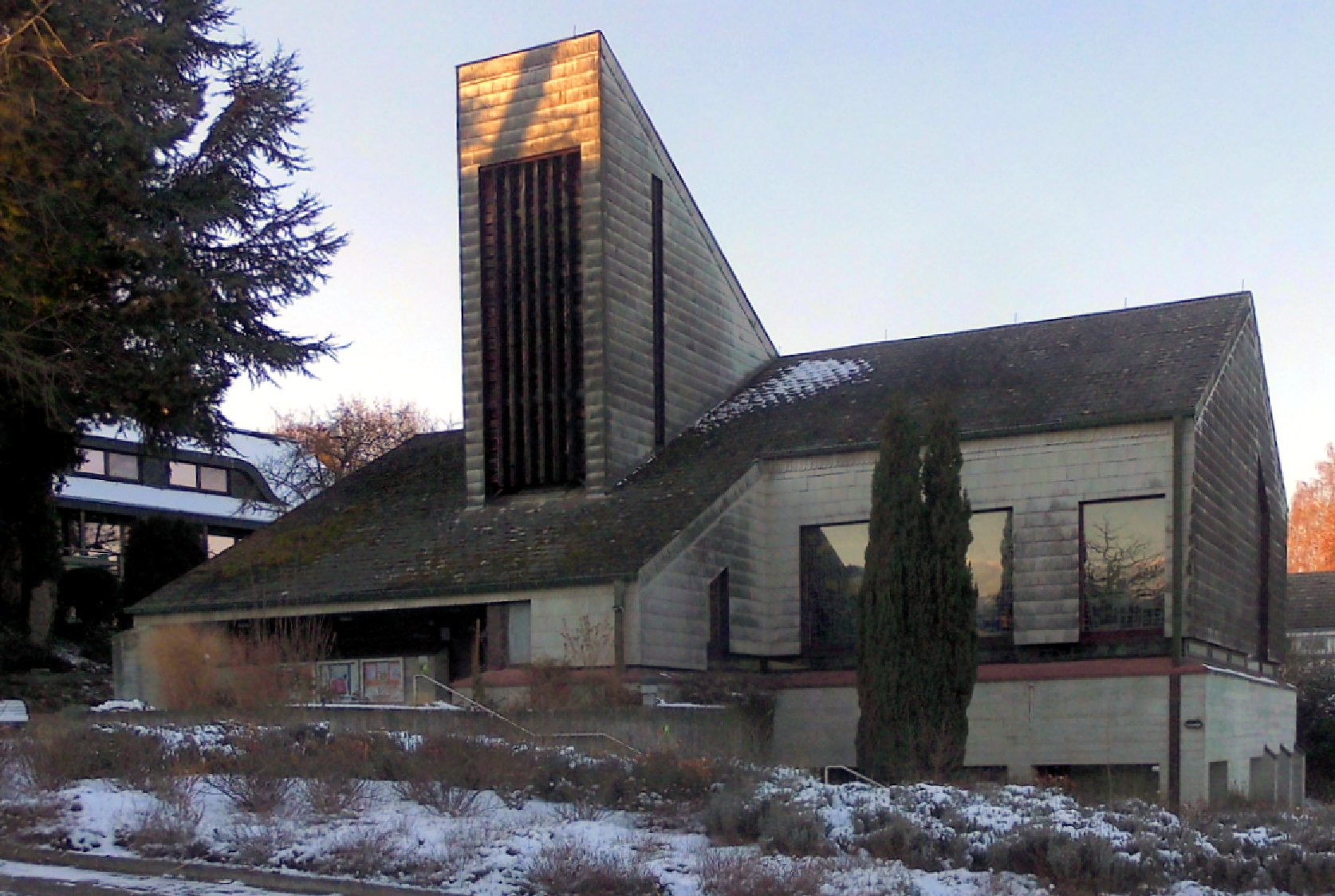
Die evangelische Auferstehungskirche enthält von dem Kunstmaler Harry MacLean gestaltete Glasfenster

Die beiden christlichen Kirchengemeinden Sankt Peter und Paul (römisch-katholisch mit St. Peter und Paul (Litzelstetten)) bzw. Auferstehungsgemeinde (evangelisch) prägen das religiöse Ortsbild. Sie nutzen die Barockkirche Sankt Marien auf der Mainau während der Hauptsaison ökumenisch. Die katholische Gemeinde gehört zur Seelsorgeeinheit der Konstanzer Bodanrückgemeinden. Zur evangelischen Gemeinde gehört auch Dingelsdorf (mit Oberdorf).

## Politik

### Wappen
Das Wappen der ehemals selbstständigen Gemeinde Litzelstetten zeigt in Silber ein gradarmiges schwarzes Tatzenkreuz, belegt mit einem blauen Herzschild, darin schräggekreuzt ein silberner Schlüssel und ein goldenes Schwert.

## Wirtschaft und Infrastruktur

### Verkehr
Litzelstetten liegt etwa vier Kilometer von der B 33 entfernt. Die Buslinien 4/13 und 13/4 verbinden Litzelstetten mit dem Stadtzentrum, der Insel Mainau und der Universität. Die Buslinie 6 verbindet Litzelstetten mit Wollmatingen und dem Industriegebiet.
Überlingen kann über Wallhausen und Dingelsdorf per Linienschiff (Fahrradmitnahmemöglichkeit) erreicht werden. Meersburg ist über die Autofähre Konstanz–Meersburg zu erreichen.

### Bildungs-, Freizeit- und Sportanlagen
- In Litzelstetten gibt es eine Grundschule mit Turnhalle.[10]
- Litzelstetten besitzt ein kostenlos zugängliches Strandbad, dessen Kiosk in den Sommermonaten bewirtschaftet ist.
- In Litzelstetten befindet sich ein kleiner Campingplatz direkt am Bodenseeufer.
- Zudem befinden sich Fußballplätze, Tennisplätze und eine Bogenschießanlage in Litzelstetten, welche den ortsansässigen SV Litzelstetten beheimaten.
- Die gemeinnützige „Lennart-Bernadotte-Stiftung“, der auch die Insel Mainau gehört, betreibt seit 2013 auf dem zu Litzelstetten gehörenden Festland den „Erlebniswald-Mainau“. Neben einem 1,6 Hektar großen Kletterwald umfasst dieser auch das ehemalige Frauenkloster St. Katharina mit einem Biergarten im alten Klosterhof.

## Persönlichkeiten

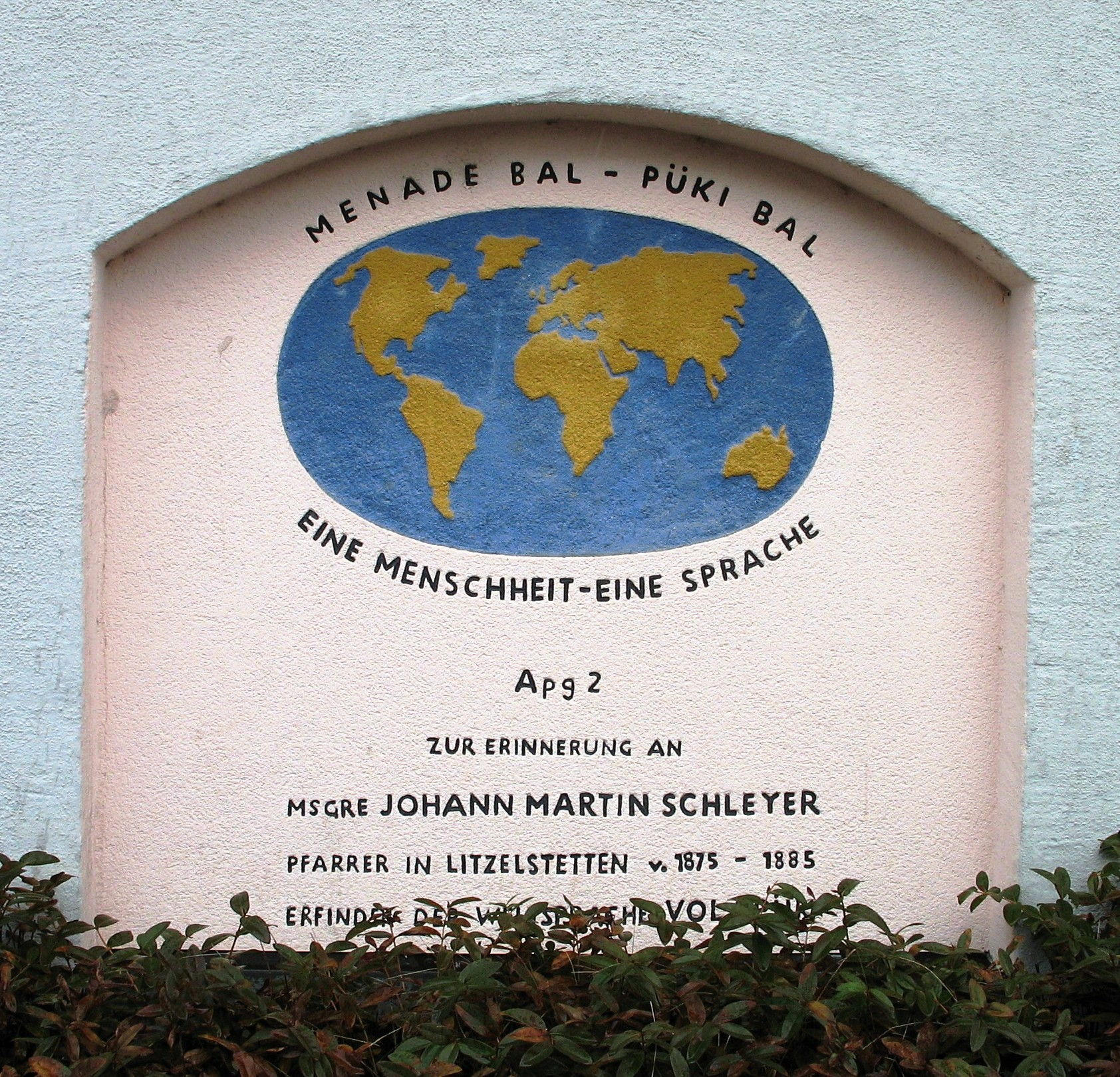
Gedenktafel für Johann Martin Schleyer, den Erfinder der Plansprache Volapük

1879/1880 erfand der Ortsgeistliche Johann Martin Schleyer die Plansprache Volapük und unterrichtete auch seine Schulkinder darin.